# Mircea Agapie

Generalul Mircea Agapie.

Mircea Agapie (n. 24 februarie 1933, municipiul Chișinău) este un general român, care a îndeplinit funcția de comandant al Academiei Militare din București (1991-1997).

## Biografie
Mircea Agapie s-a născut la data de 24 februarie 1933, în municipiul Chișinău (pe atunci în România). După absolvirea Școlii Militare de Ofițeri de Artilerie, a fost înaintat la 20 august 1952 la gradul de locotenent. A urmat apoi cursurile Facultății de Artilerie din cadrul Academiei Militare din București (1954-1957). 
În decursul îndelungatei sale cariere militare a îndeplinit funcțiile de comandant de pluton (1952-1954), ofițer în statul major al șefului artileriei armatei, ofițer cu pregătirea de luptă și operațiile la șeful artileriei (1960-1969) și șef de stat major al artileriei Armatei a 3-a (1969-1970). La data de 21 iulie 1970, lt-colonelul Mircea Agapie a fost numit în funcția de comandant al Brigăzii 8 Artilerie Mixtă "Alexandru Ioan Cuza" din Focșani, îndeplinind această misiune până la 1 ianuarie 1988. În această perioadă, a fost avansat colonel (1971).
A parcurs toate treptele ierarhiei militare, fiind înaintat la gradele de general-maior (cu o stea) la 28 decembrie 1989, general-locotenent (cu 2 stele) la 28 noiembrie 1994 și general de corp de armată (1995). 
A fost ulterior șeful Catedrei Artilerie din Academia Militară (1988-1990), șef de stat major al Comandamentului Artileriei (1990-1991) și apoi comandant al Academiei de Înalte Studii Militare din București (ianuarie 1991 - februarie 1997). Generalul de corp de armată Mircea Agapie a fost trecut direct în retragere cu acest grad la 28 februarie 1997 , pentru limită de vârstă.
Generalul Mircea Agapie este autor al mai multor comunicări, articole și lucrări istorice și de specialitate, a contribuit semnificativ la modernizarea bazei de instrucție a brigăzii. El a fost decorat cu 16 ordine și medalii.

## Distincții
- Ordinul Tudor Vladimirescu clasa a V-a (20 aprilie 1971) „pentru merite deosebite în opera de construire a socialismului, cu prilejul aniversării a 50 de ani de la constituirea Partidului Comunist Român”[4]